# Писаревский сельский совет (Новосанжарский район)
Писаревский сельский совет (укр. Писарівська сільська рада) — входит в состав
Новосанжарского района
Полтавской области
Украины.
Административный центр сельского совета находится в 
с. Писаревка.

## Населённые пункты совета
- с. Писаревка